# Bolesławiec
Bolesławiec (în germană Bunzlau) este un oraș în voievodatul Silezia Inferioară, Polonia. Se află în Silezia, la o altitudine de 190 m deasupra nivelului mării. Are o suprafață de 22,81 km². Populația este de 37.559 locuitori, determinată în 31 martie 2021, prin recensământul polonez din 2021[*].

## Istoric
Orașul a fost distrus de trupele suedeze ale generalului Lennart Torstensson în timpul Războiului de Treizeci de Ani. La sfârșitul celui de-al Doilea Război Mondial a fost distrus pentru a doua oară, de Armata Roșie.

## Orașe înfrățite–orașe gemene
Este înfrățit cu:

Siegburg
Vallecorsa
Nogent-sur-Marne
Česká Lípa[*]  

## Personalități
- Martin Opitz (1597-1639), poet german